# 複合ヘリコプター
複合ヘリコプター（ふくごうヘリコプター、コンパウンド・ヘリコプター、compound helicopter）は、回転翼機の分類の1つである。垂直離着陸機であり、回転翼の揚力によって自重を支えることで垂直離着陸やホバリングを行い、他の推進力で水平飛行を行なう。ジャイロダイン（Gyrodyne）もこの分類に含まれる。

## 必要性
ヘリコプターは垂直離着陸が行える航空機として有用性が高いが、
1. 「衝撃波による制約」
2. 「揚力の非対称性」

によって固定翼機に比べて飛行速度に限界がある。
衝撃波による制約とは、" 高速回転する回転翼の先端部が概ね マッハ 0.9以上で空気を切り裂くようになると、翼の上面だけでなく下面まで衝撃波に包まれて能力低下が激しくなるため、投入エネルギーに関わらず有効な主回転翼の直径〔各々の羽根の翼長〕や回転速度の高速化に限界があり、機関出力を有効に利用できなくなる " ことである。これは固定翼プロペラ機が音速飛行しない理由でもある。
揚力の非対称性とは、ヘリコプターが水平飛行を行う場合には、常に回転翼の一部は対気速度に飛行速度分が加わり、その反対側は飛行速度分が減じられる部分が生じる。
限界速度付近になると、前進側の回転翼の羽根は前方のみが揚力を発生するのみで、後退側の回転翼の羽根は、ほぼ全ての面積が失速と逆流領域になって揚力を喪失する。したがって"高速飛行時には進行方向の後退側の回転翼羽根の揚力が失われて、機体が揚力が失われた羽根側の方向に横転運動（ロール）を起こす。"この揚力の非対称性はヘリコプターの墜落に直結するため、速度限界に関する致命的な原因とみられている。
垂直離着陸や空中停止といったヘリコプターの特性を維持したまま固定翼機のような高速飛行を行うために、水平方向に大きな推進力が得られる何らかの仕組みを機体に加える工夫が行われており、これが複合ヘリコプターである。

## 歴史
1930年代には、イギリスで検討が開始されている。1947年に試作されたフェアリー FB-1 ジャイロダイン ( Fairey FB-1 Gyrodyne ) が初飛行に至った。これは、メインローター（主回転翼）のほか、水平飛行用に推進用プロペラを胴体の両側面に備えていた。1950年代にはフェアリー ジェット・ジャイロダインも試作されたが、実用化には至らなかった。
1960年代にはヘリコプター高速化の手法として開発が行われ、アメリカ合衆国ではAH-56 シャイアン や パイアセッキ 16H パスファインダーなどが試作された。これらは機体末尾に推進用プロペラを装備し、機体下部に小翼の領域ではなく、操縦のための各種の舵を備えた本格的な主翼を装備していた。
また、大型ヘリコプターの推進手段としても検討され、イギリスのフェアリー ロートダイン (Fairey Rotodyne) や ソビエト連邦（当時）の Ka-22 が開発された。
いずれも機体中央上部に主翼があり、そこに推進用プロペラを装備し、機体後部には水平尾翼と垂直尾翼を有していた。だがしかし、これらの機体は技術的な問題や燃料費用ほか各種の費用問題、騒音問題などにより実用化には至らなかった。
このように一度は廃れた複合ヘリコプターであったが、2000年代に入るとヘリコプターの速度向上が頭打ちになり、それを打破するために再び複合ヘリコプターが着目を浴びている。
アメリカ合衆国ではYSH-60Fを改造した パイアセッキ X-49 スピードホーク を飛行させており、また 試験機シコルスキー X2 も試作製造された。これらは技術研究目的であり量産計画はない。また、X-49 の目標速度は 時速 360 km であるが原型機 SH-60 の最高速度は既に 時速 333 km に達しており、純粋に高速性能のみを追求した実験機である シコルスキー X2 の達成速度（ただし非公式）も 時速460 km に留まり、「技術に投資した費用」に見合うだけの速度向上が得られるかどうかは未知数である。
ただ、イラク戦争（2003年3月19日開始）以降、常態化した非正規・非対称戦争であるテロリズムとの戦いにおいて、"従来型ヘリコプターの性能の限界" を実感したアメリカ陸軍が進める統合多用途・将来型垂直離着陸機計画（Joint Multi-Role / Future Vertical Lift , 略語：JMR / FVL）では、複合ヘリコプターやティルトローター機でなければ達成できない要求仕様 (特に速度と航続距離、継続飛行時間に関して) を開発企業側に提示している。
エアバス・ヘリコプターズは、第52回 パリ航空ショー（ 2019年 6月19日-25日）中の2017年6月20日、ユーロコプター X3 の技術を発展させた高速複合ヘリコプターの技術概念実証機 "Racer" を発表した。
ロールス・ロイス/チュルボメカ RTM322・ターボシャフトエンジン 2基の双発機で、乗客のプロペラへの接触の危険性と騒音を低減する擬似的な複葉形態の箱型小翼に、推進式のプロペラ・ポッドを装備する中型ヘリコプターである。時速 400 km/h の高速巡航速度、「エコモード」と呼ばれる、飛行中にいずれか1基のターボシャフトエンジンを電動で「起動および停止」を相互に切換える機構（飛行中のエンジン再起動を支障なく行える）を搭載予定で、経済性にも配慮した設計となっている。

## 日本の現状
宇宙航空研究開発機構 (JAXA) の航空技術部門は、2018年10月17日同部門の公式ウェブページにて「将来型回転翼機システム技術」(Future Type Rotary-wing Aircraft System Technology )の構想を発表した。
この構想は、具体的にはドクターヘリ（ 救急医療用ヘリコプター ）が、救命率の高い、「事故発生後15分以内で到達できる範囲」が、現状では日本全土の約60%でしかない問題点を改善することにあり、複合ヘリコプターにより飛行速度を2倍にできれば、到達可能範囲が4倍の約90%になるとし、その必要性を述べている。
具体的な形態は未だ定まっていないが、構想図には、従来のヘリコプターの小翼の規模を越えた、ティルトローター機の主翼に近い規模の翼の翼端に「" 推進用と垂直離着陸の補助に羽根面を水平位置に回転可能 " なプロップローター、もしくはダクテッドファンのポッド」を備え、尾部に推進式プロペラを備え、この尾翼部の推進式プロペラを避けるためにアルファベットの "H" 字状に水平尾翼と垂直尾翼を構成し配置した形状が掲載されている。
また、複合ヘリコプター（コンパウンド・ヘリコプター）のような複数の回転翼周りの非定常な気流の流れの「場」を解析するために、"r" Flow 3D という "流" 体・構造連成の解析ソースコードを開発している。
この解析ソースコードには移動重合格子法 (解適合格子法の応用発展方式) を採用し、回転翼の羽根、プロペラ類の羽根(ブレード)の弾性変形も同時に解析する能力を有している。
複雑な形状の胴体周りの解析は非・構造格子を埋め込み、非構造格子に対応した圧縮性の流体解析・計算アルゴリズム・プログラム（ソルバー）の 高速流体解析ツール "FaSTAR" (FasT Unstructured CFD Code)やTASのソースコードのサブルーチンを利用していると説明している。

## 複合ヘリコプターの一覧
- スマートフォンなど携帯端末からの閲覧者は、Category:複合ヘリコプター
- パソコンほか、通常のインターネット接続環境の閲覧者は、本記事末尾の「テンプレート：複合ヘリコプター」のほか、参照元の 元記事 "Template:複合ヘリコプター"

を参照されたい。